# Dobrafölde
Dobrafölde vagy egyszerűen Dobraföld (szlovénül Dobrazemlja, latinul Terra Dobra) a dobrai (vasdobrai) uradalom egykori neve, a történelmi Vendvidék (Muravidék és Szentgotthárd térsége) egyik elődje, amely Vasdobra (ma Neuhaus am Klausenbach) környékén, egy időben Felsőlendva és a Muraszombattól északra levő területekre is kiterjedt, a Rába folyó és a Lendva-patak között.
Dobrafölde részét képezte Alsószölnök és Felsőszölnök vendvidéki községek. A területet megkapta a 12. század végén alapított Szentgotthárdi ciszterci apátság, amelyet II. András megerősített. 1242 után Dobrafölde kikerült a ciszterek fennhatósága alól, helyette megkapták Győrvárt. Ez kihatással lett a vendvidéki vend nyelvjárásra is, ugyanis Felsőszölnök vidékén jellegzetesen alakult az ottani tájszólás, mint a többi faluban, ami megmaradt a ciszterek birtokában.

1391-től a Szécsi-család birtokolta a területet, majd 1530-as években a leányágra szállt. A lányok házassága révén több család, mint a Zekel, Erdődy, Thurzó, Choron és Poppel familíák is igényt tartottak Dobraföldére, amit aztán 1582-ben Lobkowitz Poppel László nyert el. Lányát, Poppel Évát Batthyány Ferenc vette feleségül és megkapta a birtokot hozományként. Több per után végül 1642-ben végleg a Batthyányakra szállt Dobrafölde.
A 19. században az uradalom szinte teljes területe a Tótsági járáshoz tartozott.